# 八十年代 (雜誌)

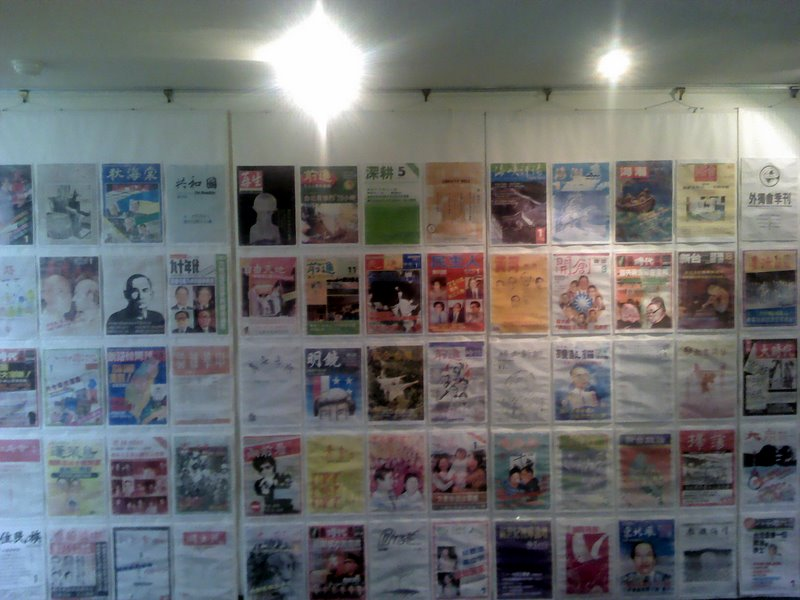
臺灣戒嚴時期各種短命的黨外雜誌

《八十年代》（The Eighties）為台灣知名政論性雜誌，創辦於1979年6月。編輯班底為黨外運動人士的《八十年代》，立法委員康寧祥任發行人兼社長，江春男以司馬文武為筆名擔任總編輯，彭百顯撰擬發刊詞。除此，台灣學界以陳永興為主，結合康文雄、陳忠信、李筱峰、林進輝、范巽綠、林濁水、林世煜等學者加入編輯。另設「八十年代出版社」經銷黨外人士著作。
與《美麗島雜誌》齊名的《八十年代》著重批判性的論政，但是跟《美麗島雜誌》不同的是，《八十年代》並沒有鼓動台灣人民以街頭運動對抗國民黨政府；但於戒嚴時期仍多遭國民黨政府查禁及停刊。查禁階段，仍嘗試以《亞洲人》、《暖流》、《八十年代之亞洲人》等闖關出版。
1987年台灣解嚴後，《八十年代》順利復刊，不過編輯、主筆皆有異動。1988年，《八十年代》因故永久自行停刊。